# Liberty cuffs

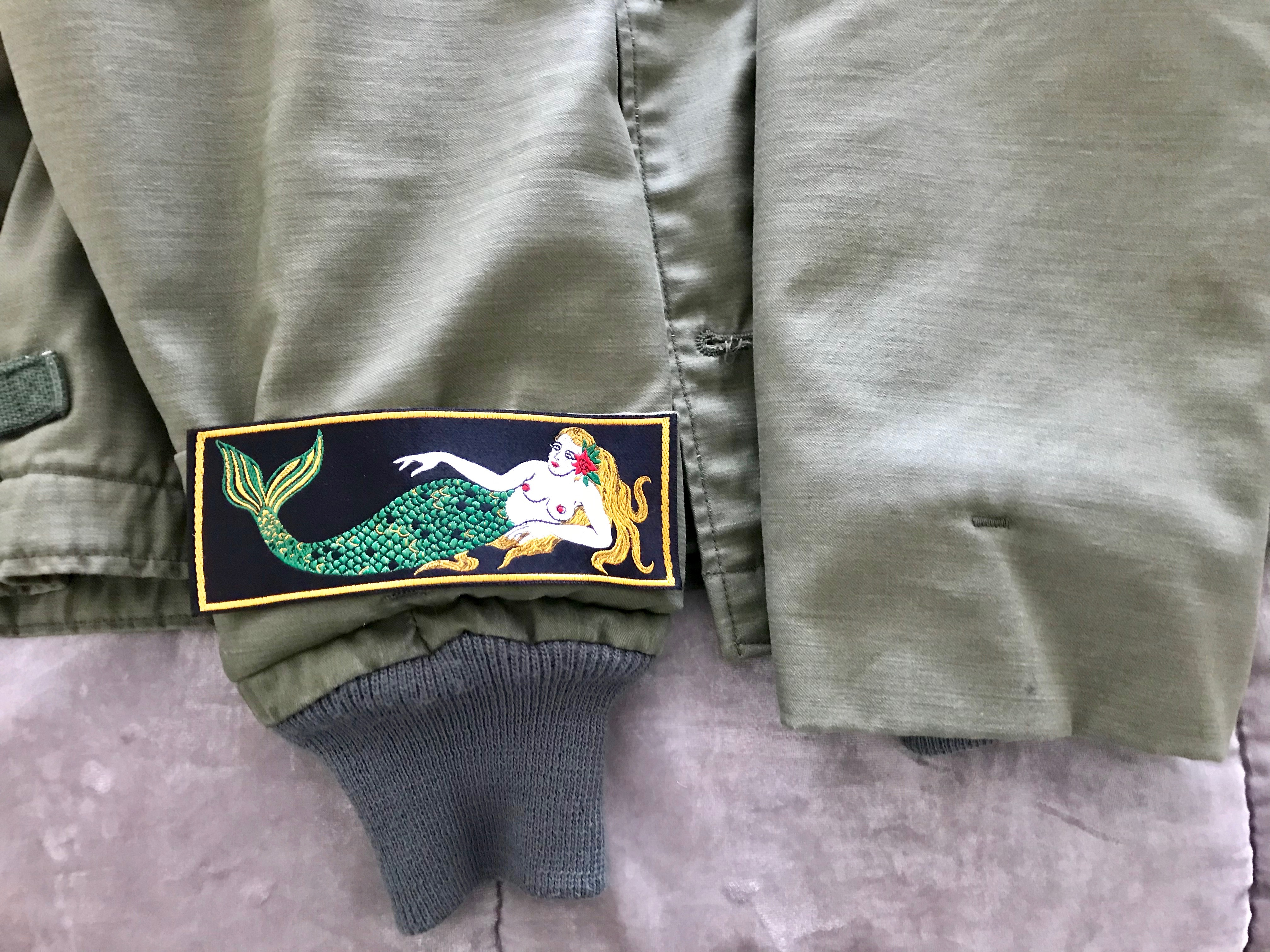
Liberty Cuff Mermaid posé sur un Deck Jacket A2

Les Liberty cuffs (poignets de la liberté) sont une forme de décorations personnelles, non autorisées mais tolérées, appliquées à l'intérieur des manchettes d'uniformes militaires. Ces décorations devinrent populaires dans la marine des États-Unis au début des années 1900 et furent reprises par d'autres corps militaires américains lors de la Première Guerre mondiale. Les liberty cuffs étaient des patches de tissu brodé, cousus la plupart du temps sur l'intérieur des poignets des chemises ou des vestes des marins. Ces patches ne pouvaient être vus que lorsque les manchettes étaient enroulées, ce que le marin faisait alors qu'il se trouvait en « liberté » ou en congé à terre, loin de son navire. On retrouve également ces broderies à l’intérieur des pantalons ou des vestes, toujours cachées.

## Origine
Les coutures décoratives sur les poignets d'uniformes de la marine américaine furent interdites en 1910, ce qui obligea les marins à passer à une forme cachée de décoration brodée . Les « cuffs » étaient populaires avant la Seconde Guerre mondiale dans la United States Asiatic Fleet, reprenant comme motifs des dragons et autres symboles régionaux . Cette imagerie populaire de la seconde Guerre Mondiale inclus, entre autres, dragons, sirènes, requins, pirates et autres dauphins (pour les personnels travaillant sur les sous-marins) ou oiseaux (pour ceux travaillant avec des avions) .
Ces décorations se retrouvaient partout dans la flotte, et dans de nombreux magasins de tailleur d'uniformes d'État mais ils étaient le plus souvent fabriqués localement dans les ports asiatiques. Les versions les plus anciennes de ces manchettes sont souvent attribuées aux marins de la China Station, de la China Fleet ou aux China Sailors.
Dans les années 1930, les caractéristiques les plus scandaleuses furent atténuées, mais de petites touches personnelles demeurèrent. Une petite main chinoise pouvait décorer des poignets d'uniformes révélant des dragons chinois élaborés, brodés de soie. D'autres décorations souvent vues étaient une doublure de soie dans les pantalons et des dessins fantaisistes tissés dans le fond des chapeaux plats. Que ce soit pour le chapeau de toile blanche ("Dixie cup") ou celui de laine bleu ("flat hat") accompagnant l'uniforme de même couleur.

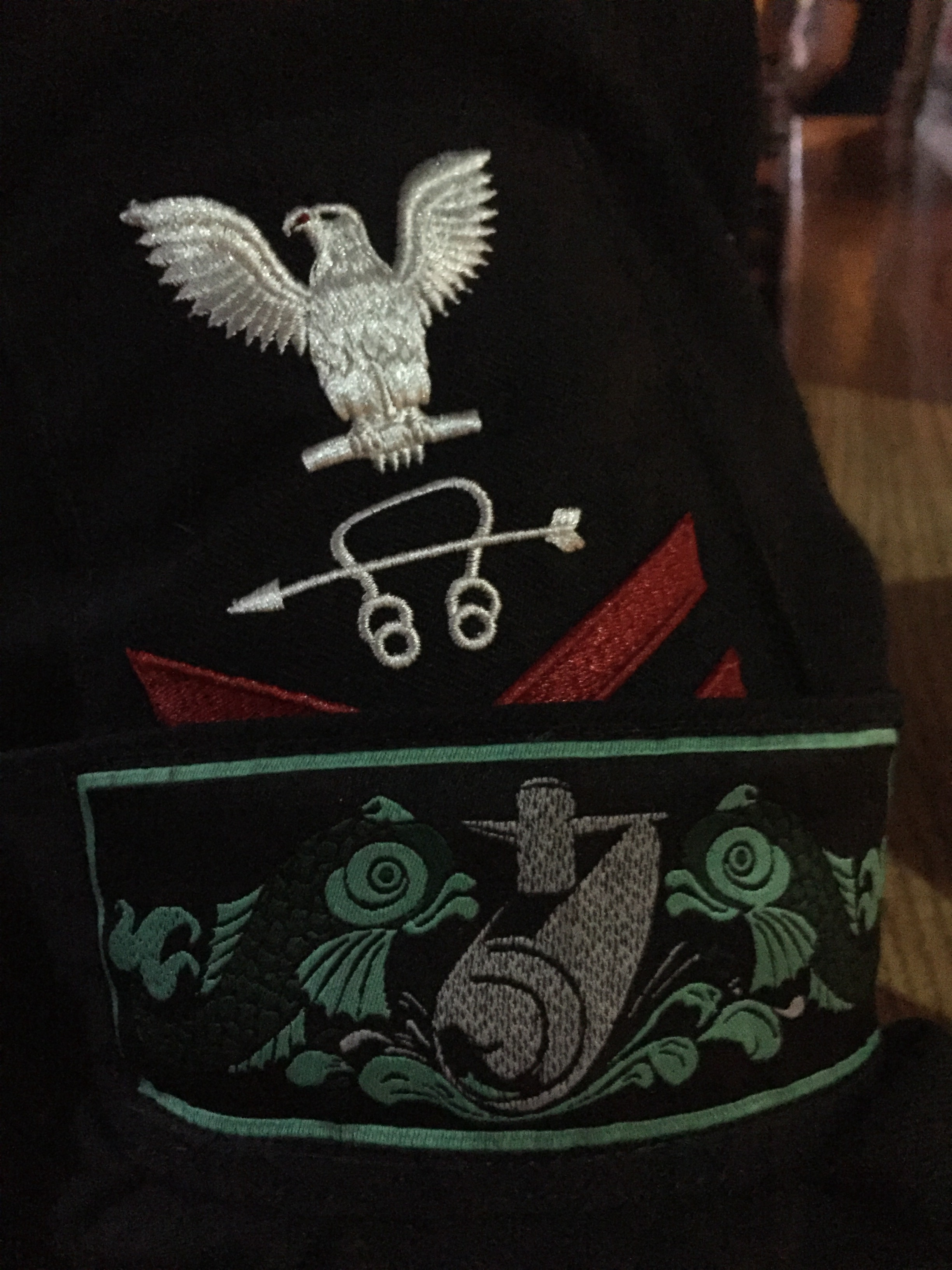
Liberty Cuff sur uniforme d'un officier marinier de l'US Navy en visite au port de Baltimore (octobre 2018)

Les uniformes bleus faits sur mesure pouvaient recevoir plus de décorations fantaisistes que les simples liberty cuffs. De nombreux uniformes sur mesure recevaient des fermetures à glissière d'un côté, voire des deux côtés, pour faciliter l'habillage et l'enlèvement. Beaucoup recevaient des motifs de soie cousus à l'intérieur et à l'arrière du pull. Les pantalons à pont sur mesure avaient parfois des fermetures à glissière, cachées sur les côtés du rabat avant à 13 boutons, et un insert de soie fantaisie avec un dessin à l'arrière du rabat avant. Le col marin de la chemise ou de la veste pouvait également recevoir une décoration de soie brodée sur sa partie cachée.
Les uniformes blancs sharkskin whites (peau de requins blancs), pouvaient aussi recevoir ce genre de décorations mais la couleur claire du tissu permettant de voir à travers il y avait peu, ou pas, de broderie fantaisiste à l'intérieur de ces uniformes.
La chronologie historique des liberty cuffs n'est pas bien documentée. Historiens militaires et collectionneurs de souvenirs placent leur origine quelque part au début des années 1900 avec des dragons cousus à la main sur des panneaux de soie qui furent ensuite vendus aux marins américains comme des souvenirs de leurs visites dans les ports asiatiques. La conception de dragon de soie asiatique cousu à la main comme liberty cuffs a été datée des années 1930. On pense que la conception des patches a commencé à la fin des années 1950 . Après cette période, d'importantes sociétés de fabrication de patchs, comme GEMSCO, ont produit de multiples variantes qui étaient vendues près des bases de la marine dans de nombreuses villes.
Les liberty cuffs sont devenues moins répandues lorsque l'amiral Elmo Zumwalt et la BUPERS (Bureau of Naval Personnel) ont permis à des employés moins bien payés de porter des vêtements civils (civvies) au début des années 1970.

## Culture populaire
Dans le film La Canonnière du Yang-Tse (The Sand Pebble) on peut apercevoir, dans la scène de la barque avec Candice Bergen, Steve McQueen en uniforme marin qui arbore des Liberty Cuffs au revers de son uniforme.